# Henriette Dibon
Pour les articles homonymes, voir Dibon.
Henriette Dibon, née le 9 août 1902 à Avignon et morte le 9 septembre 1989 dans cette même ville,, est une écrivaine et poétesse camarguaise, une des fondatrices du Riban de Prouvènço. Elle écrivait sous le pseudonyme Farfantello.

## Biographie
Sa famille est originaire de la Biscaye. Elle est la fille de Louis Dibon, employé puis directeur de la Compagnie de tramway. Sa mère, couturière de formation, est femme au foyer.
Elle étudie à l'école de la Croisière puis au collège de jeunes filles de la rue Palapharnerie, où elle passe son brevet élémentaire.
Brillante en anglais, elle souhaite devenir professeure de lycée, mais ne peut accomplir son rêve. Elle entre alors en 1921 dans une manufacture de chaussures où elle gagne sa vie comme comptable,.
Dans les années Trente, elle est journaliste à L'Eclair de Montpellier. Par la suite, elle est comptable d'une propriété viticole gardoise avant d'intégrer la librairie Valat de Montpellier au sortir de la Seconde Guerre mondiale. Pour finir, elle trouve un emploi de comptable dans une fabrique avignonnaise de bonbons avant de devenir archiviste du musée du Palais du Roure (ancien hôtel de Baroncelli-Javon) d'Avignon,.
Elle entretient une relation complexe avec Maurice Troillet, homme politique suisse de 1932 à 1961.

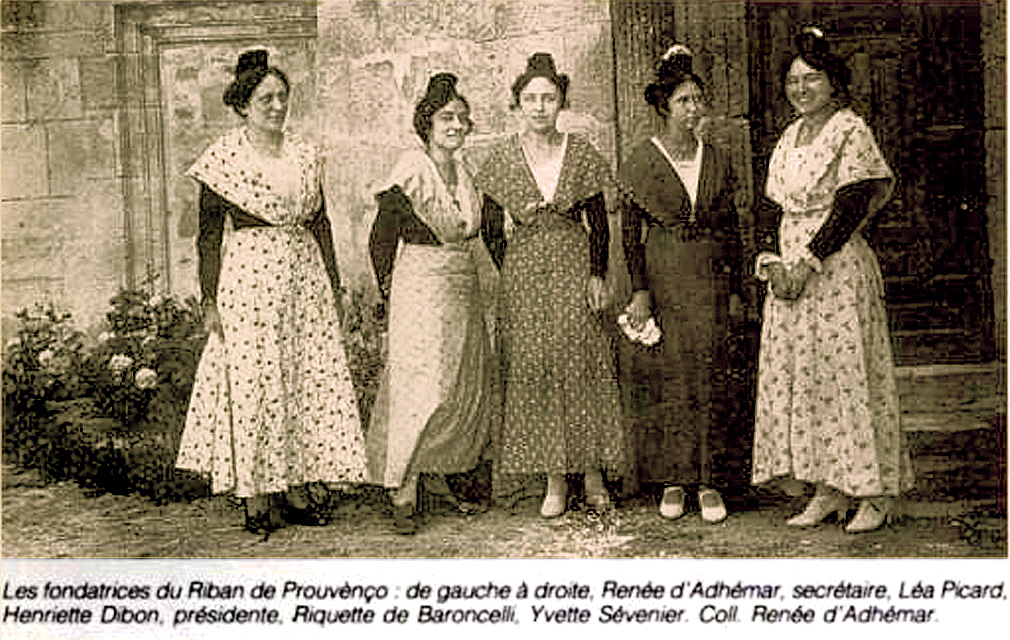
Henriette Dibon parmi les cofondatrices du Riban de Prouvenço.

Elle découvre le Flourège, une société félibréenne avignonnaise, et commence à écrire en provençal. En 1921, un de ses poèmes est remarqué et doit orner le monument aux morts municipal. Cette reconnaissance locale lui permet d'intégrer dès lors les cercles félibréens et de développer une intense vie sociale parmi les félibres et les gardians, et ce, malgré son statut de femme célibataire. En 1924, elle est parmi les fondatrices Lou Riban de Prouvènço (Le Ruban de Provence) avec le soutien de la comtesse d'Adhémar, une association toujours active selon son site.
En 1925, elle devient maîtresse en gai savoir du Félibrige.
Toute sa vie, elle rédige une autobiographie non éditée, Pour ne rien oublier, dont elle dépose le manuscrit à la bibliothèque Méjanes d'Aix-en-Provence.

## Œuvres
- Ratis, suivi de "La Genèse de Ratis", présentation de Claude Mauron, édition bilingue provençal-français, A l'asard Bautezar !, Montfaucon 2016, 192 pages  (ISBN 9791094199046).
- Li mirage éditions du Feu 1925 Téléchargeable, Université de Provence
- Lou rebat d'un sounge : pouèmo  Macabet frères, 1930 Téléchargeable, Université de Provence
- Li lambrusco : pouèmo prouvençau préface de J. d'Arbaud ; dou Caburle 1934
- Jùli Boissiere Porto-Aigo, 1935
- Parpello d'agasso, Marceau Jouve, Traduction française d'Henriette Dibon, 1955, Ed. Paul Déhan; 2ème édition 2021, Edicien dóu Grihet dóu Plan-dei-Cuco
- Folco de Baroncelli  Bené, Nîmes 1982
- La pouso-raco : nouvello e souveni  Bené, Nîmes 1985
- Batèu de papié : chausido de pouèmo prouvençau ancian e inedit emé trad. franceso Bené, Nîmes 1986
- La rentrée des classes Bené, Nîmes 1987
- Camargo : li pouemo d'en foro préface d'André Dupuis ; la Tour Magne, 1988
- Lou radèu : poèmes provençaux avec traduction française ; suivi de Les grands compagnons : poèmes français, préface de Louis Brauquier ; H. Dibon, 1973
- Ratis : les témoins ; préface d'André Chamson Aubin, 1967 ; édition bilingue français-provençal ; Plon, 1972
- Héros mistraliens Henriette Dibon et alli ; Groupamen d'Estùdi Prouvençau, 1965
  - La vilo incouneigudo Poème paru dans l'Armana prouvençau, 1937 en ligne sur Gallica
  - data BNF

## Distinctions
- Prix de poésie provençale de la ville d'Avignon en 1921
- Prix Frédéric-Mistral 1952[1] pour Ratis[2]
- Grand prix de poésie provençale 1952 pour l'ensemble de son œuvre
- Prix Valentine de Wolmar 1967 pour Ratis
- Prix Amic de soutien à la création littéraire 1974 pour Le Radeau
- Prix Broquette-Gonin de littérature 1982 pour Le marquis de Baroncelli
- Prix de l'Académie française 1976[3]

## Hommages
L'école primaire Farfantello dans le quartier du Pont-des-Deux-Eaux à Avignon a été construite en son hommage.
Le service de gériatrie de l'hôpital Henri-Duffaut porte également le nom de Farfantello.